# Zamošňa
Zamošňa (ukrajinsky Замошня) dříve Zamoššja (ukrajinsky Замошшя) starý název Sloboda (ukrajinsky Слобода) je bývalá vesnice na Ukrajině. Nachází se 22 kilometrů od Černobylské jaderné elektrárny a 25 kilometrů od stanice Janov, nedaleko soutoku řek Illja (Ілля) a Už (Уж) v Ivanskovském rajóně Kyjevské oblasti.
V 19. století představovaly vesnice Hlynka (ukrajinsky Глинка) a Zamošňa jeden celek – Hlynka, a v roce 1900 už byly vyčleněny jako samostatná sídla. Osada Zamošňa se nachází ve vzdálenosti 200–250 metrů od Hlynky. Dělicí čarou mezi obcemi je pole a ovocný sad.
Obyvatelstvo obce tvořili výlučně starověrci. V roce 1900 zde žilo 611 osob. V obci existoval ženský klášter Bohorodičky Kazaně, kde žilo do deseti jeptišek.
Existoval zde v roce 1805 založený mužský klášter Narození Ježíše a kaple Dimitra Myrotočyvého (založena 1829).
V roce 1968 v obci žilo 240 osob. Obec byla centrem zastupitelstva (do roku 1980) a později bylo obecní zastupitelstvo v Korohodě. V obci byla osmiletá škola, klub a knihovna.
Za odvahu, kterou projevili na frontách 2. světové války, bylo 44 osob odměněno řády a medailemi SSSR.
V obci se nachází starý starověrný hřbitov a kostel Panny Marie Kazaně ze XVII.–XVIII. století (r. 1894).
Po nehodě Černobylské jaderné elektrárny 26. dubna 1986 byla obec přesídlena v důsledku závažného znečištění. Oficiálně vyřazena z evidence v roce 1999.